# نادي الجلاء
نادي الجلاء الرياضي، هو نادي رياضي فلسطيني من أندية قطاع غزة ، صعد جديد إلى الدوري الفلسطيني الممتاز لقطاع غزة بعد أن صعد كثاني في دوري قطاع غزة الدرجة الأولى في الموسم الماضي (موسم 2019–20).

## اللاعبين
ملاحظة: تشير الأعلام إلى المنتخب الوطني على النحو المحدد في قواعد الأهلية للفيفا. قد يحمل اللاعبون أكثر من جنسية واحدة غير تابعة للفيفا.
| الرقم | البلد       | المركز | اللاعب          |
| ----- | ----------- | ------ | --------------- |
| ؟؟    | دولة فلسطين | حارس   | أحمد أبو سليمان |
| ؟؟    | دولة فلسطين | حارس   | فادي شامية      |
| ؟؟    | دولة فلسطين | مدافع  | أحمد الزعانين   |
| ؟؟    | دولة فلسطين | مدافع  | علام شبير       |
| ؟؟    | دولة فلسطين | مدافع  | بهاء القوقا     |
| ؟؟    | دولة فلسطين | مدافع  | حمزة سلامة      |

## الإنجازات
- دوري قطاع غزة الدرجة الأولى:
  -  2019–20.

## روابط خارجية
صفحة النادي على موقع فيسبوك